# Луис Лики
Луис Сиймор Базет Лики (на английски: Louis Seymour Bazett Leakey) е кенийски археолог и биолог. Неговата работа играе важна роля в установяване на развитието на човешката еволюция в Африка. Участва в създаването на организации за бъдещо изследване на Африка и защита на дивата природа. Лики е основен фактор в провеждането на палеоантропологични изследвания и успява да мотивира следващото поколение да продължи работата му.
След 30 години разкопки открива останките на същество, живяло преди 1 млн. и 800 хил.г. Ако се съди по кремъчните оръдия, намерени край него, то притежавало ловки пръсти. Лики го нарича Хомо хабилис т.е. сръчен човек.